# علفزار

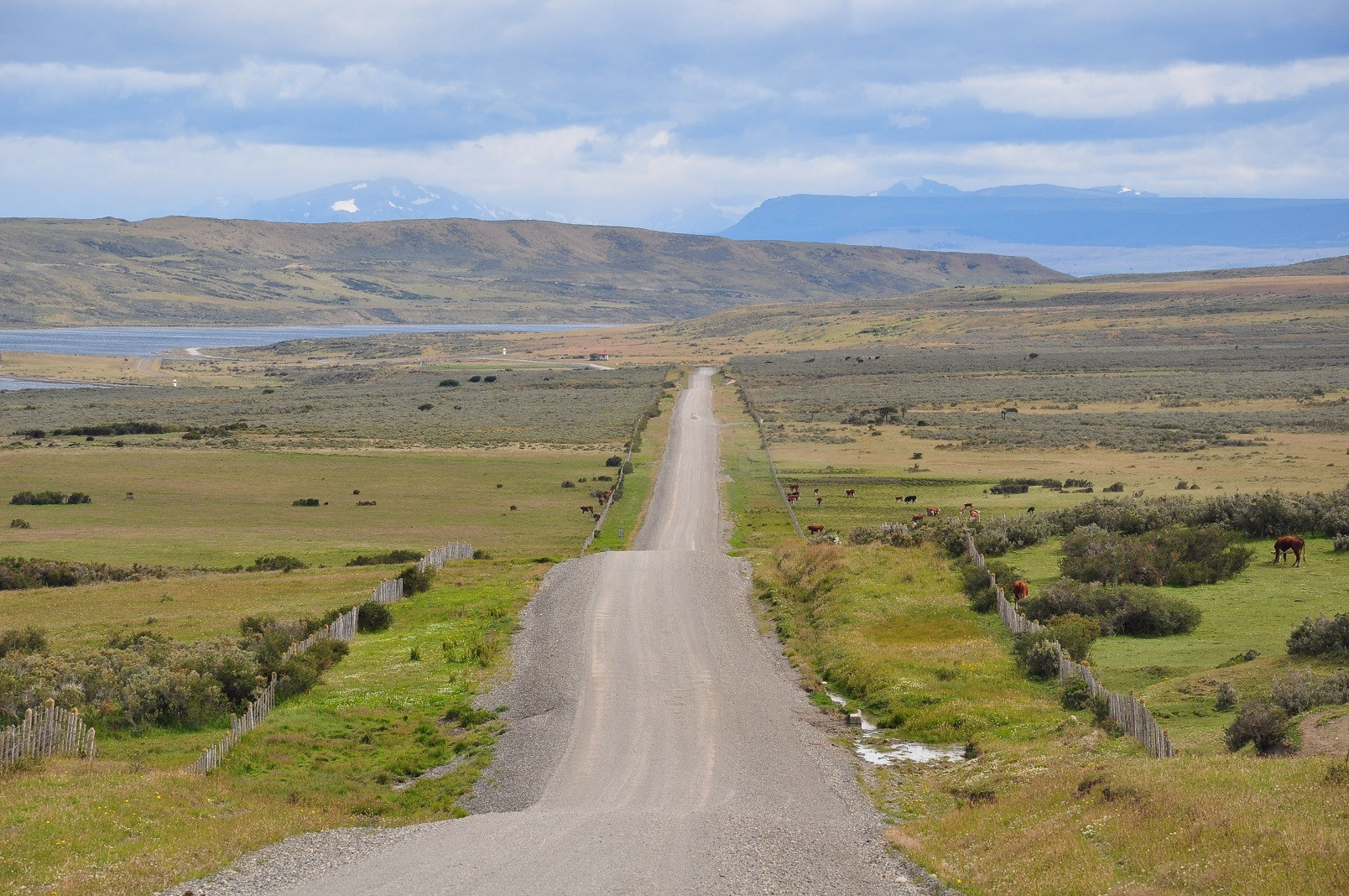
علفزاری در منطقه ماژلان و جنوبگان شیلی، پاتاگونیا، شیلی

علفزار (به انگلیسی: Herbland) یا سبزه‌زار (به انگلیسی: Grassland) به زمینی گفته می‌شود که از گیاهان خانواده گندمیان پوشیده شده است؛ اگرچه گیاهان خانواده جگنیان و سازوئیان نیز می‌تواند در آن آمیخته باشد. علفزارها در بیشتر مناطق زمین به غیر از جنوبگان پراکنده‌اند.